# La Guardia, Bolivia
La Guardia är en ort i Bolivia.   Den ligger i departementet Santa Cruz, i den centrala delen av landet, 240 km nordost om huvudstaden Sucre. La Guardia ligger 491 meter över havet och antalet invånare är 49 921.
Terrängen runt La Guardia är lite kuperad. Runt La Guardia är det tätbefolkat, med 297 invånare per kvadratkilometer.. Närmaste större samhälle är Santa Cruz de la Sierra, 19,3 km nordost om La Guardia.
Omgivningarna runt La Guardia är huvudsakligen savann.